# Opalton
Opalton war in den 1890er Jahren eine Stadt in Queensland mit 600 Opalsuchern und ihren Familien, die auf den ersten Opalfeldern Australiens arbeiteten. Heute ist es eine aufgelassene Stadt, die etwa 125 Kilometer von Winton nur auf einer unbefestigten Straße erreichbar ist.
Es gab dort Claims mit den Namen Little Wonder, Bald Kno und Brilliant Claim und es sollen Opalpipes (Opalpipes sind röhrenförmige Hohlräume, die mit Edelopal gefüllt sind) gefunden worden sein, die die Dicke eines Arms und den zwanzigfachen Wert eines Jahreslohns erreichten.
Als die Opalpreise fielen und das Trinkwasser knapp wurde, gab man die Opalfelder 1915 auf. In den 1960er Jahren kamen die Prospektoren zurück, die sich dort in Camps niederließen und Opale suchten. Opalton ist heute eine aufgelassene Stadt, es gibt kein Trinkwasser, Hotel, Gebäude und keinen Treibstoff. In dem Opalgebiet leben etwa 56 Personen, die Opale suchen und auch Touren organisieren.